# 加姆斯弗盧赫滕山

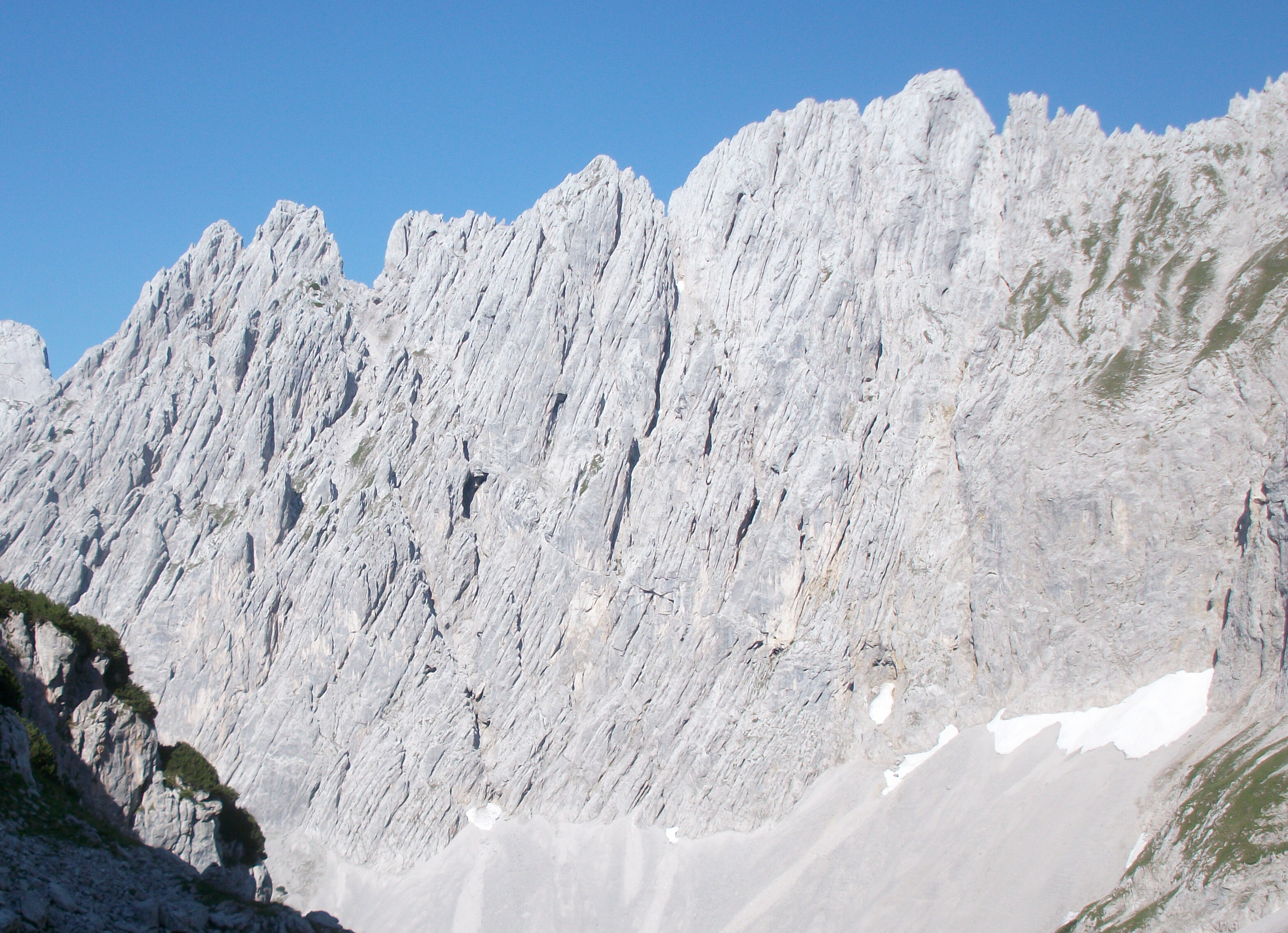

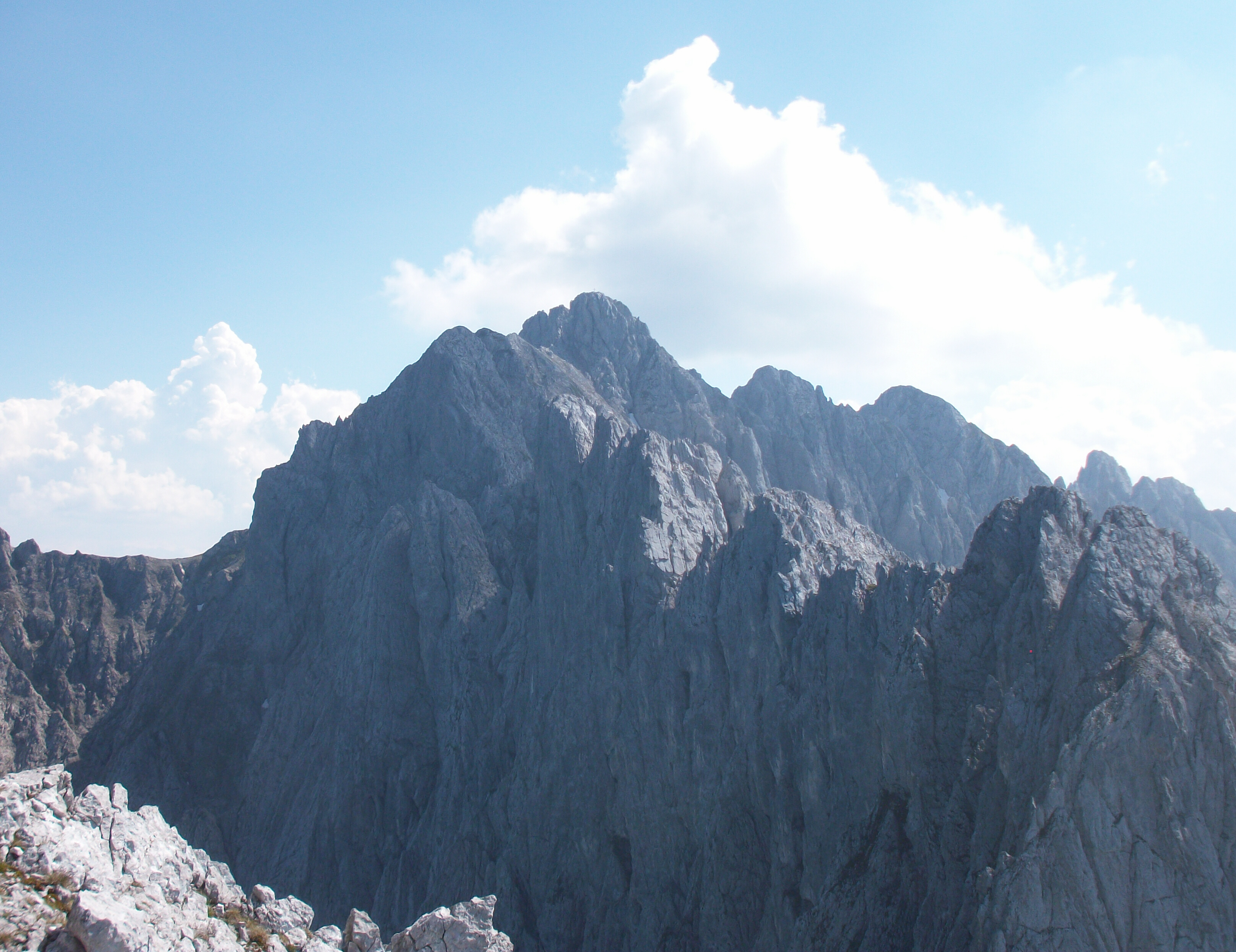

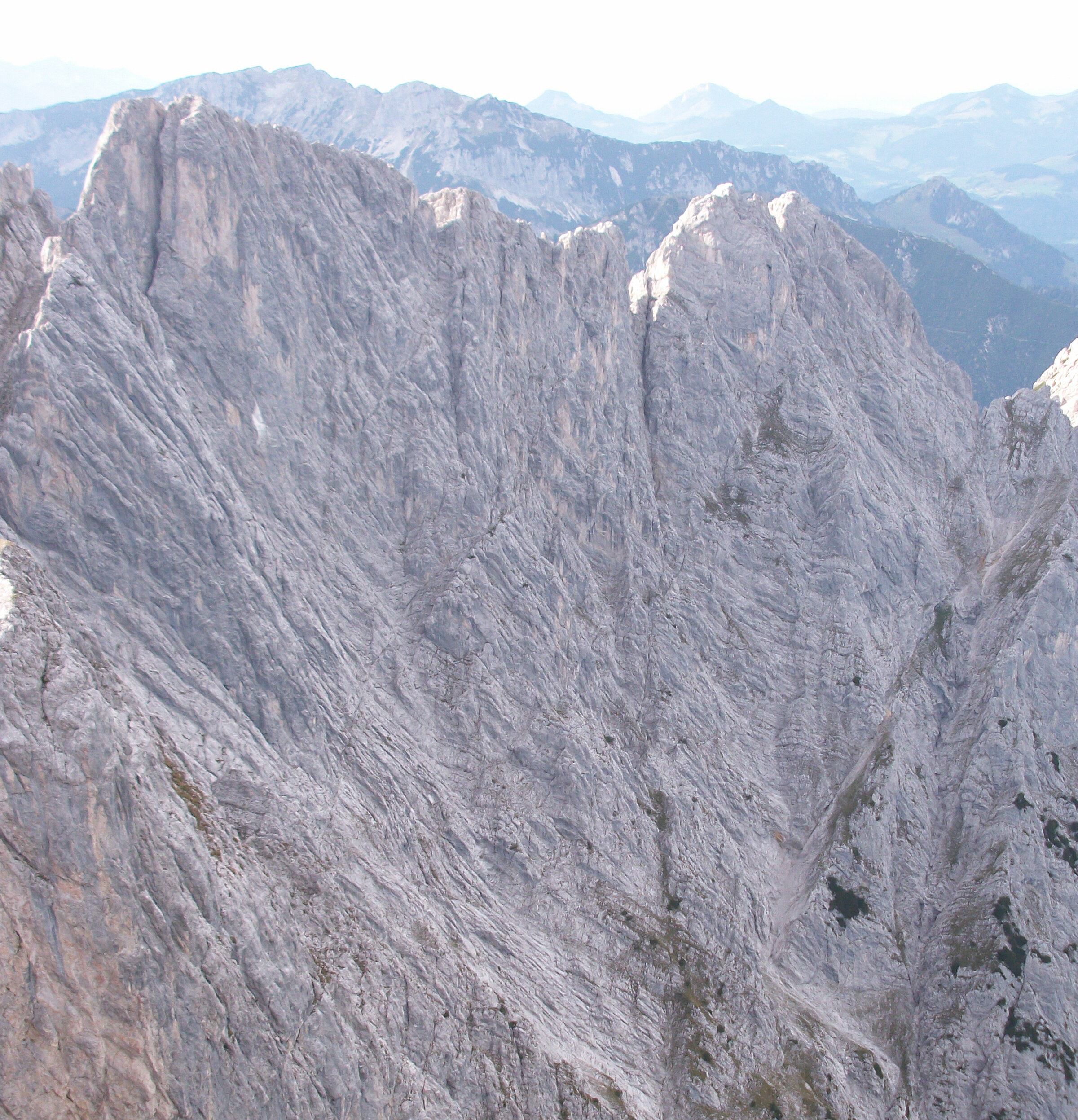

47°33′48″N 12°20′57″E / 47.56333°N 12.34917°E
加姆斯弗盧赫滕山（德語：Gamsfluchten），是奧地利的山峰，位於該國西部，由蒂羅爾州負責管轄，屬於皇帝山脈的一部分，距離阿克爾峰0.2公里，海拔高度2,203米。